# زامباور
إدوارد كارل ماكس ريتر فون زامباور (بالألمانية: Eduard von Zambaur)‏ (من مواليد 11 مايو 1866 في بودغورزي بالقرب من كراكوف ،وتوفي 10 أكتوبر 1947 في غراتس) كان ضابطًا نمساويًا ومستشرقًا وعالما بالعملات.
بعد التحاقه بالمدرسة الثانوية العسكرية الأولى في غونز والمدرسة الثانوية العسكرية العليا في مورافيا-فايسكيرشن، درس من عام 1880 إلى عام 1883 في أكاديمية تيريز العسكرية في فينر نويشتات. في عام 1886 أصبح ملازماً أول، 1890 ملازماً. من 1890 إلى 1893 كان يعمل مدرسًا في مدرسة المشاة كاديت في فيينا ، ثم في عام 1897 درس أكاديمية تيريزيان العسكرية، ونقل في عام 1913 إلى المدرسة الثانوية العسكرية العليا في ماربورغ آن دير دراو.
بالإضافة إلى عمله العسكري زار 1890-1892 و 1893-1895 أكاديمية اللغات الشرقية في فيينا، حيث تعلم اللغة العربية والتركية والفارسية. عين في أثناء الحرب العالمية الأولى في منصب المفوض العسكري النمساوي في اسطنبول ورقي إلى عقيد في عام 1917. وتقاعد في عام 1919 . عمل في الفترة من 1920 إلى 1925 ، رئيسًا لخدمات الترجمة في لجنة التعويضات، قسم النمسا.
لم يكن زامباور مهتمًا باللغات الشرقية فقط، ولكن أيضًا بالتاريخ وخاصة عملات الشعوب الإسلامية. في هذا المجال أصبح سلطة معترف بها. لما قدمه من خدمات لعلم النميات الإسلامية، حصل في عام 1928 على ميدالية آرتشر م.

## آثاره
أهم آثاره كتاب «معجم الأنساب والأسرات الحاكمة في التاريخ الإسلامي»، منذ فجر الإسلام حتى سنة 1927 م (هانوفر، 1927 م)، وقد أنفقت جامعة الدول العربية على نقله للعربية فنقله زكي محمد حسن، وطبعت في مطبعة جامعة القاهرة.